# Larry Speakes
Larry Melvin Speakes (13 de septiembre de 1939 - 10 de enero de 2014) fue un portavoz en funciones de la Casa Blanca durante la presidencia de Ronald Reagan, después de haber ocupado el cargo desde 1981 hasta 1987.

## Primeros años
Speakes nació en Cleveland, en el noroeste de Mississippi, que tenía el hospital más cercano a la casa de clase media de sus padres en Merigold, en el Condado de Bolívar. Su padre, Harry Earl Speakes, era un banquero. Su madre fue Ethlyn Frances Fincher.

## Vida personal
Speakes se casó con Laura Crawford (nacida en 1945), a quien conoció en la escuela secundaria. Hace mucho tiempo se divorciaron, ella reside en Oxford, Mississippi. Tuvieron tres hijos.
Speakes murieró en Cleveland, Mississippi, el 10 de enero de 2014, a la edad de setenta y cuatro años, de la enfermedad de Alzheimer. Fue enterrado unas horas después de su muerte en el North Cleveland Cemetery.

## Libros
- Donaldson, Sam:  Hold on, Mr. President. New York: Random House, 1987. (ISBN 0-394-55393-4)
- Larry Speaker: Speaking Out